# Cleópatra Trifena (filha de Ptolemeu XII)
Cleópatra Trifena, segundo o texto de Porfírio preservado em citação por Eusébio de Cesareia, foi uma filha de Ptolemeu Auleta (Ptolemeu Dionísio II). Historiadores modernos, com base nos egípcios antigos, propõem que Cleópatra Trifena seria esposa, e não filha, de Ptolemeu Auleta, e que Porfírio (ou Eusébio) teria se confundido. Com base nestas confusões, algumas enciclopédias modernas usam numerações diferentes para ela, chamando-a de Cleópatra V (como esposa) e Cleópatra VI (como filha).

## Versão de Porfírio
No texto de Porfírio, citado por Eusébio, Ptolemeu Dionísio II, filho  de Ptolemeu Sóter II, teve que partir para Roma  e o Egito foi governado por duas de suas filhas, Cleópatra Trifena e Berenice. As duas reinaram juntas, mas, após um ano, Cleópatra Trifena morre, e Berenice governa sozinha. Berenice foi morta pelo pai em sua volta, e, após a morte de Ptolemeu Dionísio, reinaram conjuntamente Ptolemeu e Cleópatra, dois dos quatro filhos restantes de Ptolemeu Dionísio.

## Evidências arqueológicas
Ptolemeu Auleta  casou-se com Cleópatra Trifena; segundo Bouché-Leclerc, citado por E. R. Bevan, o casamento de Ptolemeu e Cleópatra ocorreu depois de Maio de 78 a.C., porém E. R. Bevan defende que o casamento ocorreu antes de Janeiro de 79 a.C.. Cleópatra Trifena possivelmente era irmã de Ptolemeu Auleta, ou poderia ser filha de Ptolemeu Alexandre I; Porfírio teria errado, ao transformar Cleópatra Trifena de esposa de Ptolemeu e mãe de Berenice em filha de Ptolemeu e irmã de Berenice. Outra hipótese é que Cleópatra Trifena, a esposa, teria tido uma filha de mesmo nome, e que a esposa já estaria morta quando Ptolemeu foi para Roma.
Ptolemeu Auleta  foi coroado em uma cerimônia em Alexandria, diferente dos demais faraós, coroados em Mênfis; o registro de sua coroação foi preservado na estela funerária do sacerdote Pshereni-ptah, então um jovem de 14 anos, que o coroou. Os títulos assumidos por Ptolemeu são Filopátor, Filadelfo, Novo Osíris, Filho do Sol e Senhor dos Diademas, e o fato da cerimônia mencionar esposas do faraó foi usado por Mahaffy para propor que o casamento de Ptolemeu e Cleópatra ocorreu depois de 76 a.C..
Ainda de acordo com E. R. Bevan, o nome de Cleópatra Trifena desaparece dos papiros posteriores a 69 a.C., e o registro do seu nome, como esposa de Ptolemeu Auleta em um templo em Edfu, datado de 5 de dezembro de 57 a.C., não é considerado evidência de que ela ainda estava viva e era a esposa do faraó.